# Orquesta del Capitolio de Toulouse
La Orquesta del Capitolio de Toulouse (en francés: Orchestre national du Capitole de Toulouse) es una orquesta sinfónica francesa con sede en la ciudad de Toulouse. Su sede es el auditorio Halle aux Grains, donde realiza la temporada sinfónica, y además acompaña al Théâtre du Capitole. 
Inicialmente fue conocida como Orchestre du Capitole de Toulouse, y entre sus anteriores directores musicales se puede destacar a André Cluytens (desde 1932) y Georges Prêtre (1951-1955). La orquesta adquirió renombre e importancia durante el mandato de Michel Plasson como director musical, desde 1968 a 2003.
En 1974, Plasson eligió el Halle aux grains, un antiguo mercado convertido en auditorio, como residencia de la orquesta. Hasta entonces, la orquesta no solía dar conciertos, sino que solo actuaba en el foso del Capitole, y no tenía reputación fuera de la ciudad. En pocos años, la orquesta había progresado lo suficiente como para que le fuera concedido el título de "nacional", en 1980.
La personalidad de Plasson, su insistencia en interpretar y grabar el repertorio francés, sobre todo piezas raramente programadas, y su contrato de grabaciones con EMI, se combinaron para hacer que la orquesta se convirtiera en la orquesta "francesa" de referencia, con cerca de cien grabaciones editadas. Natalie Dessay hizo su debut con el Capitole y aún actúa regularmente con la orquesta.
En mayo de 2003, Plasson anunció su decisión de no renovar su contrato a partir de la siguiente temporada, al parecer por divergencias con la administración de la orquesta, que corresponde al municipio de Toulouse. En 2004, Plasson se convirtió en "director honorario" de la agrupación.
En 2005, la orquesta nombró a Tugan Sokhiev como principal director invitado y consejero musical, y en 2008 se convirtió en director musical.